# Hans Geissel

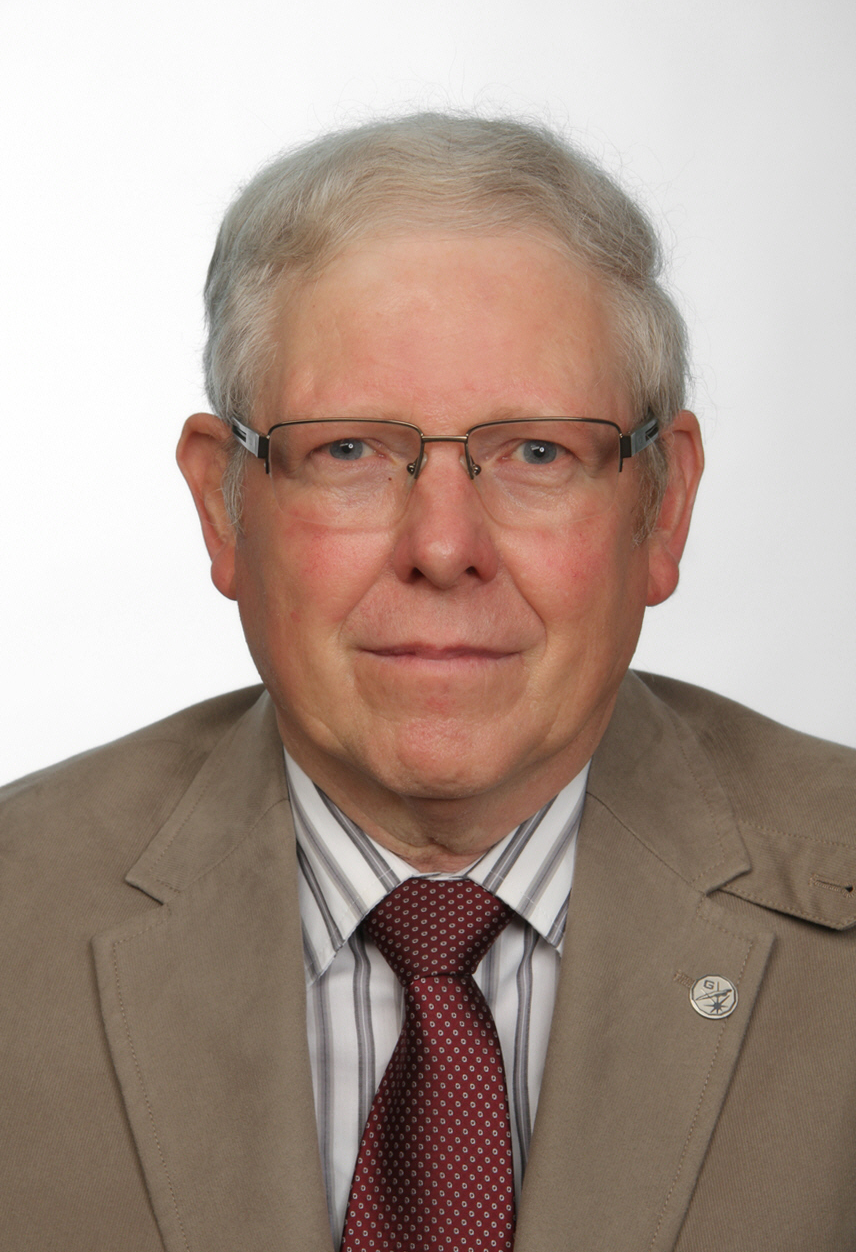
Hans Geissel (2023)

Hans Geissel (* 13. Mai 1950 in Alsfeld; † 29. April 2024) war ein deutscher Experimentalphysiker und Hochschullehrer, der sich mit der atomaren und nuklearen Wechselwirkung energiereicher Schwerionen mit Materie beschäftigte. Dabei bildeten die Entdeckungen neuer Nuklide und die Untersuchung ihrer Eigenschaften einen besonderen Schwerpunkt.

## Biografie
Hans Geissel studierte Physik an der Justus-Liebig-Universität Gießen. Seine Diplomarbeit, betreut von Gottfried Münzenberg, beschäftigte sich 1977 mit dem Bau von Flugzeitmassenspektrometern im Rahmen des Aufbaus des Schwerionen-Separators SHIP, dem Herzstück der Anlage zur Erzeugung der schwersten Elemente an der 1969 gegründeten Gesellschaft für Schwerionenforschung in Darmstadt (heute GSI Helmholtzzentrum für Schwerionenforschung). Seine Dissertation in der Gruppe von Peter Armbruster befasste sich mit dem Studium der atomaren Wechselwirkung energiereicher Schwerionen in Materie im Energiebereich bis 10 MeV/u. Der universelle lineare Beschleuniger UNILAC ist seit 1974 an der GSI in der Lage, weltweit erstmals alle Spezies von Ionen, vom Wasserstoffion bis zu den schwersten Uranionen, für Experimente zur Verfügung zu stellen.
Von 1982 bis 1984 war Geissel Post-Doktorand am kanadischen Atomic Energy of Canada Limited in den Chalk River Laboratories. In der Festkörperphysik-Gruppe von William N. Lennard führte er Experimente am dortigen Forschungsreaktor und an kleineren Ionenbeschleunigern durch. 1984 kehrte er an die GSI zurück.
Er habilitierte sich 1994 im Fachbereich Physik an seiner Alma Mater im II. Physikalischen Institut, das damals von Volker Metag geleitet wurde. Seitdem war er Mitglied der IONAS (IonenOptik, Nukleare Astrophysik und Struktur), die im Jahr 2000 gegründet wurde und an der GSI die Struktur und Eigenschaften exotischer Kerne untersucht.
Geissel war außerplanmäßiger Professor am II. Physikalischen Institut der Justus-Liebig-Universität Gießen bis zu seiner Emeritierung im Jahr 2015 und war Leiter der Abteilung FRS/Super-FRS beim GSI Helmholtzzentrum für Schwerionenforschung in Darmstadt, wo er als Helmholtz-Professor tätig war.

## Forschungsschwerpunkte

### Aufbau des Fragment-Separators FRS bei GSI
Nach seiner Rückkehr aus Kanada an die GSI 1984 realisierte Geissel mit Gottfried Münzenberg und der GSI Infrastruktur am von Paul Kienle, Bernhard Franzke und Dieter Böhne konzipierten Projekt eines Schwerionen-Synchrotrons (SIS-18) mit dem Experimentier-Speicherring (ESR) die Konzeption, Berechnung und den Aufbau des Projektil-Fragment-Separators (FRS).

### Erzeugung und Untersuchung neuer Atomkerne
Geissel erbrachte am FRS der GSI über drei Jahrzehnte herausragende Forschungsleistungen, insbesondere zur Erzeugung und Untersuchung neuer instabiler Nuklide. So wurde die GSI für ihre Beiträge zur Erzeugung und Massenbestimmung schwerer Kerne 1999 mit der 7. SUN-AMCO-Medaille der IUPAP ausgezeichnet, die Hans Geissel und Sigurd Hofmann für die GSI entgegennahmen. Seit 2012 führte Geissel ein vom Discovery of Nuclides Project erstelltes Ranking der Forscher mit den meisten neu erzeugten Isotopen an.

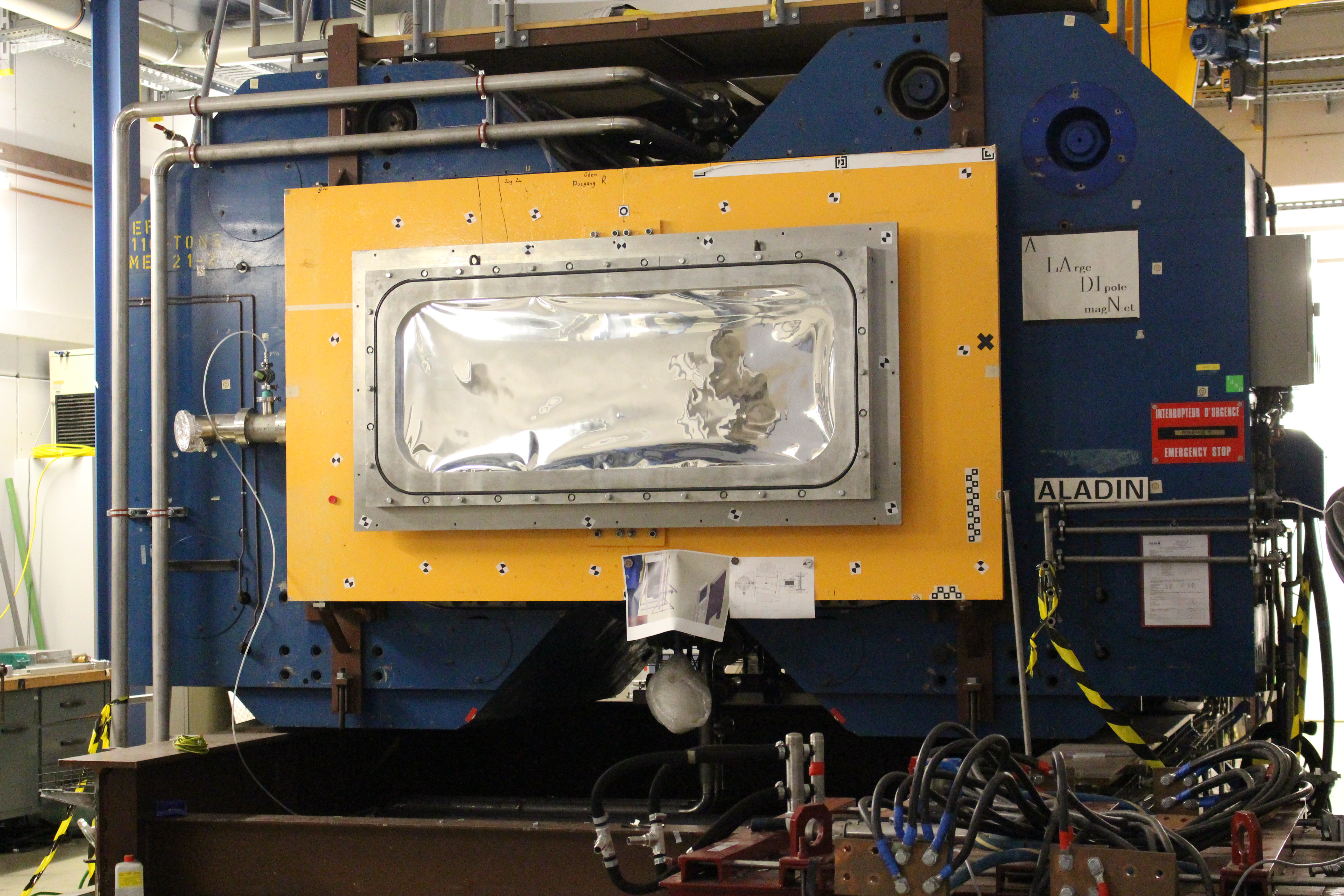
Der ALADIN-Magnet

Der erste Protonen-Halokern und die 2-Protonen-Radioaktivität sind weitere Beispiele für bedeutende Entdeckungen mit dem FRS und seinen Detektorsystemen. Neue schwere neutronenreiche Isotope sind astrophysikalisch von großer Bedeutung für das detaillierte Verständnis der Elementsynthese in Sternen. Mit dem FRS-Zweig in Kombination mit dem Speicher- und Kühlerring ESR wurden hunderte von neuen Grundzustandsmassen erstmals gemessen. Dabei wird die neue β-Zerfallsart in gebundenen atomaren Elektronenzuständen untersucht. Pionierexperimente der internationalen FRS-ESR-Kollaboration wurden von Geissel geleitet. Am dritten FRS-Zweig, der relativistische exotische Projektilstrahlen zu den großen Detektorsystemen LAND und ALADIN leitet, wurden durch vollständige kinematische Messungen aller nuklearen Reaktionsprodukte ebenfalls zahlreiche neue Kerneigenschaften entdeckt.
Da der FRS gleichzeitig ein hochauflösendes Magnetspektrometer darstellt, wurden auch neue atomare Eigenschaften hochionisierter Schwerionen erforscht. Die experimentellen Ergebnisse bei relativistischen Geschwindigkeiten zeigten klar starke Abweichungen zur noch häufig benutzten Bethe-Theorie. Genaue Daten zur atomaren Wechselwirkung sind auch für die Tumortherapie mit schweren Ionen notwendig. Anfang der 1990er Jahre war Geissel maßgeblich an Experimenten zur Anwendung von Positronen-Emittern in der Tumortherapie beteiligt. Ein weiterer Meilenstein in Geissels wissenschaftlicher Arbeit war die experimentelle Entdeckung gebundener pionischer Zustände in schweren Atomen (Pb, Sn).
Viele der genannten atom- und kernphysikalischen Fragestellungen untersuchte er mit Kollegen in internationalen Forscherteams auch an Beschleunigern in Frankreich, Japan, Kanada und den USA.
Geissel war maßgeblich an der Planung des Fragment-Separators Super-FRS an der Facility for Antiproton and Ion Research (FAIR) der GSI beteiligt.

## Auszeichnungen
- 1982: DPG Research Grant Canada[22]
- 2000 und 2010 GENCO Membership Award[23]
- 2010: Ehrendoktor der Chalmers University of Technology, Göteborg[24]
- 2010: Goldmedaille der Comenius-Universität Bratislava
- 2011: GSI Distinguished Scientist
- 2013: „Weltrekord“ in der Zahl der neuentdeckten Isotope[25]
- 2015 Specially Appointed Professor an der Universität Osaka
- 2015: Helmholtz Professor an der GSI[5]
- 2020: Alexander von Humboldt-Preis für Physik der Foundation for Polish Science[26]